# Ciconia (geslacht)
Ciconia is een geslacht van vogels uit de familie van de ooievaars (Ciconiidae). Zes van de acht soorten komen in de oude wereld voor, alleen de magoeari (Ciconia maguari) leeft in Zuid-Amerika.

## Soorten
Het geslacht kent de volgende soorten:
- Ciconia abdimii – Abdims ooievaar
- Ciconia boyciana – Zwartsnavelooievaar
- Ciconia ciconia – Ooievaar
- Ciconia episcopus  – Aziatische bisschopsooievaar
- Ciconia maguari – Magoeari
- Ciconia microscelis  – Afrikaanse bisschopsooievaar
- Ciconia nigra – Zwarte ooievaar
- Ciconia stormi – Soendaooievaar